# Luke Harper & Erick Rowan
Luke Harper y Erick Rowan fue un tag team de lucha libre profesional que trabajo para la WWE como Luke Harper & Erick Rowan. El dúo debutó en el territorio en desarrollo de NXT en 2012, como miembros fundadores de The Wyatt Family siendo un stable, donde eran seguidores de Bray Wyatt. Durante su estancia en NXT, Harper y Erick Rowan ganaron los campeonatos en parejas de NXT, antes de debutar junto a Wyatt en la roster principal en julio de 2013, como una facción dominante siendo heel aterrorizando a otros luchadores de la WWE. El trío comenzó a separarse en septiembre de 2014, después de que Wyatt anunciara que estaba "liberando a Harper y Rowan". Como resultado, Rowan cambiaría a face uniéndose al equipo de John Cena en Survivor Series, mientras que Harper seguiría siendo heel y se pondría de parte de The Authority". Después de un breve feudo, Harper y Rowan se reunirían en mayo de 2015 y posteriormente se reconciliarían con Wyatt, reformando a The Wyatt Family. Después de disolvieron otra vez en 2017, con Harper traicionando al grupo, y Rowan y Wyatt los únicos miembros restantes, Harper y Rowan se pelearon brevemente una vez más, antes de que el dúo volviera a unirse de nuevo como The Bludgeon Brothers.

## Historia
Después de meses sin aparecer en la programación de WWE, el 10 de octubre, en el episodio de SmackDown Live, Harper y Rowan regresaron anunciando un cambio en sus personajes, con el dúo usando mazas y nombrandose como "The Bludgeon Brothers". Durante este tiempo, tanto Luke Harper como Erick Rowan dejaron caer sus nombres, siendo oficialmente nombrados como Harper y Rowan. Después de un mes de promoción del equipo, Harper y Rowan hicieron su debut en SmackDown Live, en el episodio del 21 de noviembre de 2017, bajo el nombre de The Bludgeon Brothers, derrotando a The Hype Bros (Zack Ryder y Mojo Rawley).
Luego de vencer por 2 semanas seguidas a The Hype Bros, el 12 de diciembre de 2017, se enfrentaron a Colin Delaney y otro compañero, venciéndolos fácilmente, y en Clash of Champions derrotaron a Breezango. Más adelante, después de seguir venciendo con facilidad a competidores locales, interrumpieron el combate entre The Usos y The New Day en Fastlane 2018 estando en juego los Campeonatos en Parejas de SmackDown, terminando sin resultados y conseguir que The Usos retengan los campeonatos. Sin embargo en WrestleMania 34 The Bludgeon Brothers se reecontraron con los mismos oponentes The New Day y The Usos en una triple amenaza por los SmackDown Tag Team Championship. The Bludgeon Brothers (Harper & Rowan) derrotaron a The Usos (Jimmy Uso & Jey Uso) (c) y The New Day (Big E & Kofi Kingston) (con Xavier Woods) y ganaron el SmackDown Tag Team Championship. En WWE Money in the Bank#2018 retuvieron los títulos en antes Luke Gallows y Karl Anderson. Un mes más tarde, en WWE Extreme Rules#2018 defendieron su cinturón de campeones frente a Team Hell No(Daniel Bryan & Kane, consiguiendo la victoria. En SummerSlam#2018 fueron derrotados por The New Day (Big E & Xavier Woods) (con Kofi Kingston) después de que Rowan atacara a Woods con un mazo, aunque como resultado, retuvieron los cinturones. 2 días más tarde, en SmackDown Live perdieron sus cinturones frente a The New day (debido a la lesión de Rowan en el bíceps, se estima que la recuperación es aproximadamente de cuatro a seis meses).
Luego de más de un año de ausencia, el equipo se volvió a reunir durante WWE Clash of Champions, cuando Luke Harper, que regresó luego de meses de ausencia, ayudó a Erick Rowan a derrotar a Roman Reigns, pero en esta ocasión no utilizaran más el nombre de The Bludgeon Brothers, sino simplemente a ser llamados Luke Harper & Erick Rowan.
Más tarde, en WWE Draft 2019 realizado en octubre de 2019, el equipo quedó disuelto ya que Erick Rowan fue traspasado a Raw y Luke Harper a SmackDown. 
El 8 de diciembre de 2019, Luke Harper fue liberado de su contrato con la WWE, poniendo así fin a cualquier posibilidad de que Harper y Rowan se unieran nuevamente a la WWE. El 15 de abril de 2020, Erick Rowan también sería despedido de la WWE como parte de los recortes presupuestarios derivados de la pandemia de COVID-19.
El 26 de diciembre de 2020, Jon Huber (Luke Harper) murió de una enfermedad pulmonar a la edad de 41 años, lo que puso fin de forma permanente a las posibilidades de que este equipo se reuniera.

## En Lucha
- Doble movimientos finales en equipo
  - Body avalanche (Rowan) seguido por un discus clothesline (Harper)[5][6] – 2014–2015
  - Discus clothesline (Harper) seguido por un running splash (Rowan)[7][8] – 2012–2015
  - Double crucifix powerbomb[3] – 2017–presente
  - Superkick (Harper) seguido por un full nelson slam (Rowan)[9] – 2015–2016
  - The Way (Flapjack (Rowan) and cutter (Harper) combination)[10][11] – 2015
  - Double Sit-out Powerbomb - Harper con ayuda de Rowan

- Doble movimientos en firma
  - Body avalanche (Rowan) seguido de un big boot, superkick, o una combinación de spinning side slam (Harper)[12]
  - Double chokeslam[13] – 2015–2016
  - Rowan scoop slams Harper sobre un oponente.
- Apodos
  - "The Reapers"[14]
- Temas de Entrada
  - "Live in Fear" por Mark Crozer (7 de noviembre de 2012 – 21 de marzo de 2016; usado como miembro de The Wyatt Family)[15][16]
  - "Swamp Gas" por Jim Johnston (29 de junio de 2014 – 29 de septiembre de 2014; 11 de mayo de 2015 – 21 de marzo de 2016)[17]
  - "Brotherhood" por CFO$ (21 de noviembre de 2017 -  presente)

## Campeonatos y logros
- Pro Wrestling Illustrated

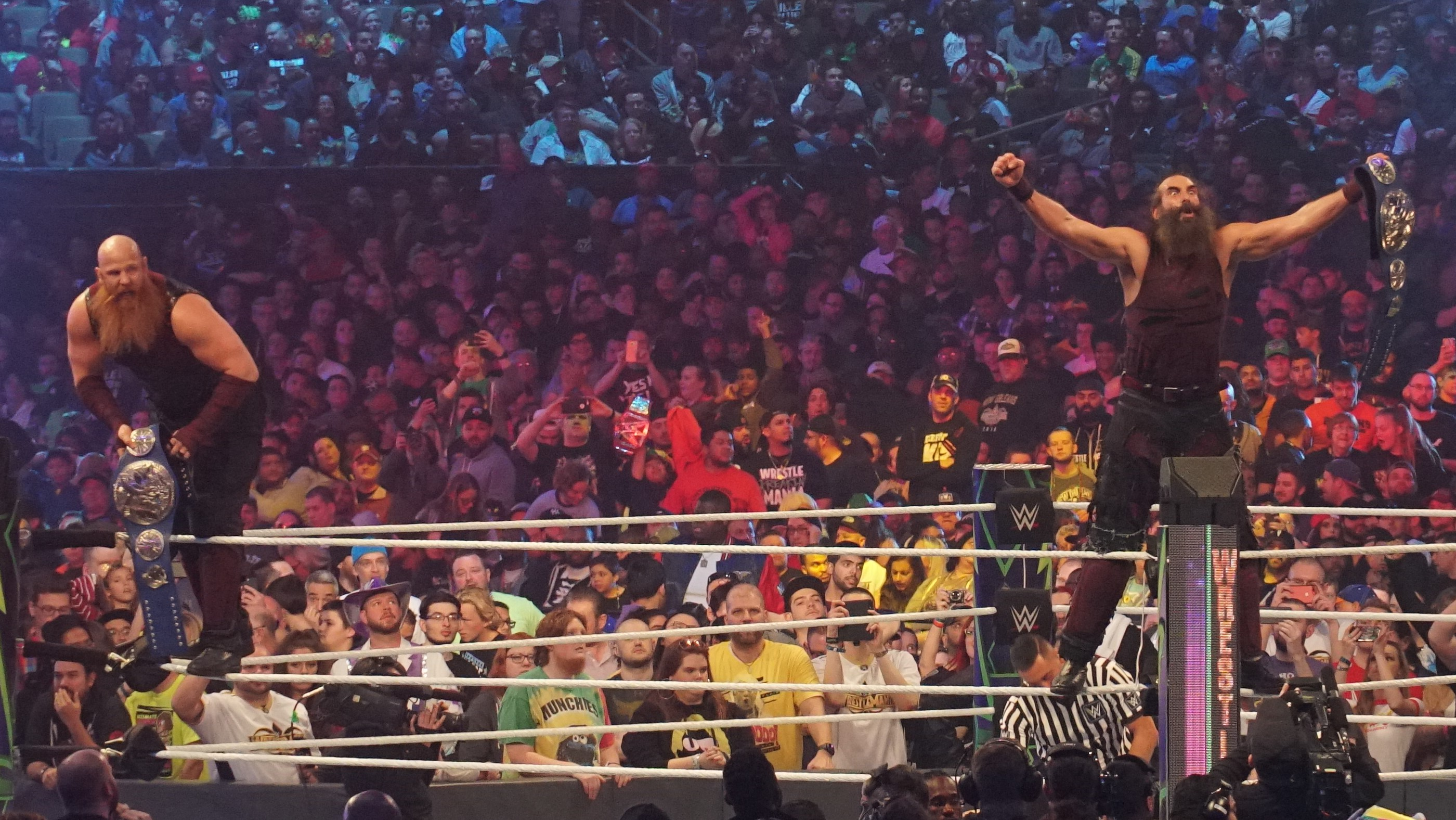
The Bludgeon Brothers después de ganar el Campeonato en Parejas de SmackDown en WrestleMania 34

  - Harper posicionado en el puesto No. 34 entre los 500 mejores luchadores individuales en el PWI 500 en 2014.[18]
  - Rowan posicionado en el puesto No. 57 of the top 500 singles wrestlers in the PWI 500 in 2014[18]
- Wrestling Observer Newsletter
  - Best Gimmick (2013) – como Bray Wyatt como The Wyatt Family[19]
- World Wrestling Entertainment/WWE
  - NXT Tag Team Championship (1 vez)[20]
  - SmackDown Tag Team Championship (1 vez)